# Orostachys sikokiana
Orostachys sikokiana là một loài thực vật có hoa trong họ Crassulaceae. Loài này được (Makino) Ohwi miêu tả khoa học đầu tiên năm 1953.